# Joe Wilson (homme politique américain)
Pour les articles homonymes, voir Joe Wilson et Wilson.
Addison Graves Wilson Sr., plus connu sous le nom de Joe Wilson, né le 31 juillet 1947 à Charleston, est un homme politique américain, membre du Parti républicain. Il est représentant des États-Unis pour l'État de Caroline du Sud depuis 2001.

## Biographie
Ancien sénateur du Sénat de Caroline du Sud, il est actuellement représentant du 2e district congressionnel de cet État à la Chambre des représentants des États-Unis. Ce district couvre Columbia, la capitale de Caroline du Sud et s'étend jusqu'aux villes balnéaires de Beaufort et Hilton-Head.
Wilson attira l'attention des médias en septembre 2009 quand il interrompit un discours du président américain devant le Congrès en criant « Vous mentez ! » (You lie!). Malgré cette controverse il est réélu à son poste en 2010.
À partir de 2023, il est le président de la Commission sur la sécurité et la coopération en Europe aussi appelée Commission américaine d'Helsinki (« U.S. Helsinki Commission »), une agence indépendante créée par le Congrès pour surveiller le respect des accords d'Helsinki.
Joe Wilson prend position sur la politique en Géorgie, s'exprimant fréquemment à ce sujet sur les réseaux sociaux. Il est engagé activement dans l'opposition au régime du parti Rêve géorgien et est à l'origine du projet de loi MEGOBARI Act, en soutien à l'opposition, à la société civile et à la présidente Salomé Zourabichvili,. 
Il se veut également très opposé à la Russie, et favorable a l'otan, malgré son soutien à Trump plus complaisant avec le Kremlin.